# Ney Braga
Ney Aminthas de Barros Braga (Lapa, 25 de julho de 1917 — 16 de outubro de 2000) foi um militar e político brasileiro. Foi prefeito de Curitiba, deputado federal, senador e governador do estado do Paraná. Foi também ministro da Agricultura, ministro da Educação e Presidente da Itaipu Binacional.

## Infância
Entre 1922-1923 iniciou o curso primário no Colégio São José, aos cinco anos. Aos seis anos, ainda no município de Lapa vai para o Grupo Escolar Dr. Manuel Pedro. Entre 1928 e 1934 fez o curso secundário. Fez uma passagem rápida pelo Colégio Novo Ateneu, da cidade de Curitiba. Depois de ganhar bolsa de estudos dos padres lazaristas iniciou estudos no internato do Ginásio Paranaense (atual Colégio Estadual do Paraná), onde foi colega de Jânio Quadros, que mais tarde veio a ser presidente do Brasil.

## Formação militar
Entre 1935 e 1937 ingressou na Escola Militar do Realengo, no Rio de Janeiro, com dezoito anos. Em seu primeiro ano do curso eclodiu a Intentona Comunista. A Escola Militar recebeu ordens para lutar contra rebeldes e bloquear a saída para São Paulo pela estrada do Realengo. Graduou-se em Artilharia. Enquanto isso, em 1935, inicia-se a construção da Estrada do Cerne no Paraná. O pai de Ney Braga, Sr. Antônio Braga, ex-empregado de uma padaria na Lapa, cria uma empreiteira construtora de obras, a Aranha S.A, com outros sócios, visando participar de construção e obras. O convite foi do então governador Manuel Ribas. Em 1938 volta a Curitiba como aspirante a oficial e, aos 22 anos, casa-se com Maria José Munhoz da Rocha, filha do ex-governador Caetano Munhoz da Rocha (1920-1928) e irmã de Bento Munhoz da Rocha Neto (futuro governador do estado do Paraná entre 1951 a 1955). Maria José faleceu precocemente em 1944. 
Em fins de 1940 foi promovido a primeiro-tenente. Foi instrutor de Educação Física e de Topografia e técnica de tiro de Artilharia no terceiro regimento de artilharia montada de Curitiba (sediado na praça Osvaldo Cruz, bairro Batel). Também foi instrutor do Centro de Preparação de Oficiais de Reserva (CPOR) nessa primeira metade dos anos 40. Em 1944 foi promovido a capitão. Entre 1945 e 1948, seguindo a recomendação do major Henrique Geisel (irmão do futuro presidente do Brasil Ernesto Geisel (1974-1978)), voltou para o Rio de Janeiro para estudar na Escola de Comando e Estado-Maior do Exército (Realengo) para fazer o curso de aperfeiçoamento de oficiais. O diretor de ensino era o então Coronel Humberto de Alencar Castelo Branco (futuro Presidente do Brasil em 1964-1967). Nos anos 40 e 50 a Empreiteira Aranha S.A de seu pai, Sr. Antônio Braga, vai prosperar a ponto de participar da construção da estrada que liga Joinville (estado de Santa Catarina) a Curitiba. Em 1949 retorna a Curitiba e casa, pela segunda vez, com Nice Camargo Riesemberg com quem viverá até seus últimos dias. Em 1950 no terceiro Regimento de Artilharia Montada de Curitiba (agora com sede no B. Boqueirão) foi promovido a major.

## Vida pública
Em 1951 seu ex-cunhado, com 46 anos, o Sr. Bento Munhoz da Rocha Neto, do então Partido Republicano (PR) elege-se o novo Governador do Paraná (1951-1955). Ney Braga é nomeado, por ato do novo Governador, membro integrante do Conselho Regional de Desportos do Paraná. Em 1952, no mês de março Ney Braga apóia formalmente a criação da “Cruzada Democrática”, movimento formado por oficiais militares que venceu as eleições do Clube Militar naquele ano. A “Cruzada” era um grupo que defendia o "nacionalismo sadio" em oposição aos militares “nacionalistas”, aos quais Getúlio Vargas estava aliado.
O momento era de discussão sobre o ingresso, ou não, do capital internacional no setor petrolífero brasileiro. Esse também é o ano da Comissão Mista Brasil-EUA e da criação do Banco Nacional de Desenvolvimento Econômico. Ney Braga foi designado o representante da Cruzada Democrática no Estado do Paraná. No Rio Grande do Sul, Estado vizinho, o representante era o Cel. Emílio Garrastazu Médici, futuro Presidente do Brasil (1970-1974). Faziam parte da Cruzada Democrática também Humberto de Alencar Castelo Branco, Ernesto Geisel, Golbery do Couto e Silva, Jurandir Mamede, todos personagens de primeira grandeza do futuro regime militar instalado no Brasil. Em agosto de 1952 o major Ney Braga recebe, da presidência da República, o grau de “Cavaleiro” da ordem do mérito militar. 	
Em dezembro de 1952 Ney Braga aceita o convite do cunhado e ao mesmo tempo governador Bento Munhoz da Rocha Neto (Partido Republicano), para substituir o tenente-coronel do Exército Albino Silva (futuro Chefe do Gabinete Militar do presidente João Goulart e futuro presidente da Petrobrás, 1963-1964) e assumir a antiga chefatura de polícia do estado do Paraná (equivalente secretaria de estado da Segurança Pública). Tem 35 anos. Nesse cargo conhece e tem de enfrentar de perto o grave problema de posse de terras no sudoeste e oeste do Paraná. Um problema sério, causador de muitas atrocidades, que há mais de 30 anos não encontrava solução. Este cargo lhe abriu contato direto com autoridades políticas importantes e também para o tornar conhecido em todo o Estado do Paraná. A partir de então, Ney Braga deixará de ser apenas um militar e começa a construir sua longa trajetória de liderança na política.

## Primeiro prefeito eleito pelo voto direto
Em 1953 recebe o convite de três vereadores de Curitiba (Mylto Anselmo da Silva, Edward de Menezes Caldas e João Stival) para ser candidato a prefeito da capital do estado do Paraná. A indicação foi do então prefeito Ernani Santiago de Oliveira e obteve o importante apoio do governador Bento Munhoz da Rocha Neto. Ney Braga não era filiado a qualquer partido político. Afasta-se da chefatura de Polícia do Estado e aceita ser candidato a prefeito, mesmo sem filiação partidária. Os partidos que o lançaram foram o Partido Republicano (PR), do então governador do Paraná, Bento Munhoz da Rocha Neto, e o Partido Social Progressista (PSP), do então governador de São Paulo, Ademar de Barros (interventor durante o Estado Novo e eleito governador do estado de São Paulo em 1947). Ademar de Barros havia sido responsável pela indicação de João Café Filho para ser o vice-presidente de Getúlio Vargas, Partido Trabalhista Brasileiro (PTB) nas eleições de 1950.
Getúlio Vargas, então presidente do Brasil, vem a Curitiba em 19 de dezembro de 1953 e anuncia a criação da Eletrobrás. Na questão da Petrobrás, Ney Braga pertence ao grupo de militares que apóia o monopólio nacional do Petróleo. Em 3 de outubro Getúlio Vargas cria a Petrobrás. Nesse mesmo ano o colega de ginásio de Ney Braga, Jânio Quadros, se elege Prefeito do município de São Paulo pelo Partido Democrata Cristão (PDC). Em 1954, 24 de agosto, suicida-se o presidente Getúlio Vargas (PTB). Enfraquece-se com isto a União Democrática Nacional (UDN) por ter sido o Partido que mais duramente se opunha ao presidente. O suicídio do Presidente revela-se, entre outras coisas, um golpe na força crescente da oposição ao regime varguista. Abrem-se os caminhos para a vitória eleitoral de Juscelino Kubitschek (PSD) à presidência.
Mesmo sem estar filiado a qualquer partido, Ney Braga vence as primeiras eleições diretas para prefeito de Curitiba em 1954. O município tinha aproximadamente 200 mil habitantes. Obteve 18.327 votos (28,7% do total). Antes dele os prefeitos eram nomeados pelo Governador. O segundo colocado foi Wallace Tadeu de Melo e Silva (PST). Ney Braga assume a prefeitura de Curitiba em 15 de novembro. 
Com a morte de Getúlio, a presidência do Brasil passa para João Café Filho (PSP), que convidará, no ano seguinte, o então Governador do Paraná, o Sr. Bento Munhoz da Rocha Neto (PR) para assumir o Ministério da Agricultura, onde ficará por um ano. 
Em 1955, depois de resolvidas as discussões públicas sobre sua eventual candidatura à vice-presidência da República, Bento Munhoz da Rocha Neto renuncia ao Governo do Paraná (3 de abril) e em 7 de maio assume o Ministério da Agricultura do Presidente João Café Filho. Jânio Quadros, agora sem partido, mas apoiado pelo PTN e PSB vence o grande líder paulista Ademar de Barros (PSP) nas eleições estaduais e assume o governo do estado de São Paulo. No mesmo ano o já deputado federal Leonel de Moura Brizola (PTB) elege-se prefeito de Porto Alegre. O ministro da Guerra, Henrique Lott, dá um golpe preventivo para garantir a posse do Presidente eleito Juscelino Kubitschek de Oliveira. A situação é de crise institucional.
Moysés Lupion (PSD-UDN) vence as eleições de 1955 e assume a governadoria do estado do Paraná. Lupion era oposição a Bento Munhoz da Rocha e este será seu segundo mandato como governador do Paraná. Juscelino Kubitschek, também do (PSD) assume a Presidência da República em 1956. Este é o segundo ano de mandato do prefeito Ney Braga. A partir de então Ney Braga terá partidos opositores tanto no estado quanto no Governo Federal e, além disso, seu principal apoio político (Bento Munhoz da Rocha) ocupa-se com o Ministério da Agricultura. 
Em 1956, a prefeitura de São Paulo assinará termo de contrato com a SAGMACS (Sociedade de Análises Gráficas e Mecanográficas Aplicadas aos Complexos Sociais), fundada em 1947 e coordenada pelo padre Lebret (1897-1966) para realizar a primeira análise da aglomeração paulistana e dar início a um projeto de planejamento do desenvolvimento urbano de São Paulo. A pesquisa da SAGMACS foi um dos estudos mais profundos e complexos realizados sobre a metrópole paulista. A SAGMACS era formada por uma equipe multidisciplinar, interessada em aplicar ao urbanismo brasileiro as ideias do movimento Economia e Humanismo, do Padre Lebret, dominicano francês que teve grande influência sobre o pensamento social católico brasileiro até meados daquela década. Esta mesma empresa terá um papel decisivo na criação do Plano de Desenvolvimento Econômico do Paraná, no primeiro mandato de Ney Braga como Governador pelo Partido Democrata Cristão.

## Ações, prêmios e projeção nacional
Em 1957 o Instituto Brasileiro de Administração Municipal (IBAM), homenageia Curitiba com o primeiro lugar no prêmio “Os dez municípios brasileiros de maior progresso”. Ney Braga foi a Brasília, capital federal, receber das mãos do Presidente Juscelino Kubitschek a homenagem. É o primeiro grande destaque de sua carreira política.
Dentre suas ações na prefeitura de Curitiba, destacam-se: reorganização do cadastro fiscal e a identificação de 35 mil propriedades que nunca haviam sido tributadas. Divisão da cidade em cinco zonas fiscais concêntricas. Criação do Mapa de Valores Tributários. Criação do Departamento de Planejamento e Urbanismo, depois transformado em IPPUC pelo Prefeito Ivo Arzua Pereira (62-67). (Estava nesse departamento o Sr. Saul Raiz [prefeito de Curitiba – 75-79]. 
Ney Braga assinou a lei que cria o Mercado Municipal de Curitiba (14 de outubro de 1955). O projeto é de Saul Raiz e a obra foi inaugurada em 1958, quando Ney Braga estava afastado da Prefeitura para participar das eleições a deputado federal. 
Eletrificação nos bairros. Regulamentação do transporte urbano com a renovação da frota, implantação da tarifa social, criação de linhas e horários fixos e a pavimentação dessas linhas que ligavam o centro aos bairros, em especial a ligação do centro com o bairro de Santa Felicidade. Construção da Estação Rodoviária. 
Organizou o 1º Festival do Cinema Nacional e criou a 1ª Comissão Cultural da Cidade. Reativou o Fundo de Educação, que previa a aplicação de parte da receita do município na construção de escolas municipais nos bairros. 
Enfrentou grupos econômicos poderosos que queriam obter privilégios na ampliação da rede telefônica, mas com o apoio das principais lideranças da cidade conseguiu preservar os interesses da população e instalar o sistema automático de telefones, abolindo a central de chamadas. 
Seu mandato na prefeitura foi de 15 de novembro de 1954 a 15 de novembro de 1958.

## Ascensão de um novo líder político
Em 1958 elegeu-se deputado federal pelo Partido Democrata Cristão (PDC). É o segundo deputado mais votado, só perdendo para Jânio Quadros, que se elege Deputado Federal pelo PTB do Paraná. Nesse mesmo ano rompe relacionamento com o ex-governador e cunhado Bento Munhoz da Rocha Neto. Daí em diante Ney Braga começará a construir sua liderança incontrastável. Formará um novo grupo político em torno de ideais democráticos e cristãos e com vistas à modernização econômica do Estado do Paraná. Seu primo, João António Braga Côrtes, morando em Apucarana, foi fundador de dezenas de sédes regionais do PDC - Partido Democrata Cristão no Norte do Paraná, Vale do Ivaí, o qual estruturou sua candidatura naquela Região a qual na época era a de maior densidade populacional do Estado.
Em 1961 elege-se governador do Estado do Paraná e governará entre 1961 e 1965, agora já como uma das maiores lideranças políticas nacionais, do Partido Democrata Cristão. Em 1963 atinge o posto de general do Exército.

## Construtor do Paraná moderno

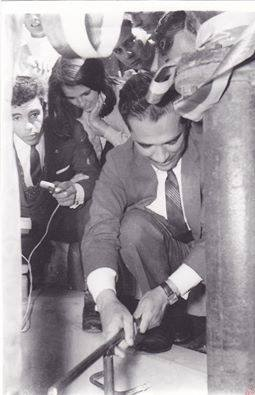
Ney Braga inaugurando estação da Sanepar em 1965.

De 1961 a 1964 Ney Braga transforma o Estado do Paraná numa economia moderna. O estado viverá seu momento de maior prosperidade e de criação da infra-estrutura econômica que o caracterizará nos trinta anos seguintes. Ney Braga foi o responsável pela criação do Plano de Desenvolvimento Econômico do Paraná, projeto ousado de industrialização baseando em financiamento com recursos próprios do Estado.
Criou as seguintes empresas como instrumentos de apoio ao gigantesco projeto de modernização: Companhia de Desenvolvimento do Paraná (Codepar), depois de 1968 convertida em Banco de Desenvolvimento do Paraná (Badep); Companhia Agropecuária de Fomento Econômico do Paraná (Café do Paraná); Companhia de Saneamento do Paraná (Sanepar); Companhia de Informática do Paraná (Celepar); Telecomunicações do Paraná S/A (Telepar); e Fundação de Desenvolvimento Educacional do Paraná (Fundepar) para implementar o plano paranaense de educação.
Ney também fortaleceu a Companhia Paranaense de Energia Elétrica (Copel); reestruturou o Banco do Estado do Paraná (Banestado); e asfaltou a Rodovia do Café, concretizando o primeiro importante esforço de ligação rodoviária do norte cafeeiro ao litoral do Estado, o que permitiu a efetiva ativação do Porto de Paranaguá e a integração física de “dois Paranás”: o norte cafeeiro e o litoral e planalto curitibano.
Em palestra proferida no evento “70 anos de Serviço Social no Brasil”, realizado em 24 de outubro de 2006 na Universidade Estadual de Londrina, a professora Myrian Veras Baptista deu seu testemunho quanto a importância da Rodovia do Café para a integração do Estado nos anos 60:
"Bem, o meu marido é engenheiro construtor de estradas e, na década de 1960 nós viemos para o Paraná para a construção da Rodovia do Café, que liga o norte do Paraná com o porto de Paranaguá. Primeiro eu fui morar em Ponta Grossa, porque estava sendo feito aquele trecho da estrada. Quando nós tivemos que mudar para Londrina, para fazer este outro trecho, estávamos em março, nos finais das chuvas, quase à entrada do outono... Quando viemos, tinha havido um “chuvão”, e como não havia estrada asfaltada, o caminho estava intransitável. Para chegarmos em Londrina o caminhão da mudança teve que ir para São Paulo e entrar no Paraná por Jacarezinho - porque o norte do Paraná era ligado por rodovia asfaltada a São Paulo e, conseqüentemente, ao porto de Santos. Todo escoamento da produção do norte do Paraná se fazia pelo porto de Santos. O governador do Paraná, na época, Ney Braga, assumiu como uma das primeiras medidas, o projeto da Rodovia do Café. Nós viemos para cá por causa dela - eu morei um ano em Ponta Grossa e, depois, vim para Londrina."

## Regime militar e afirmação política

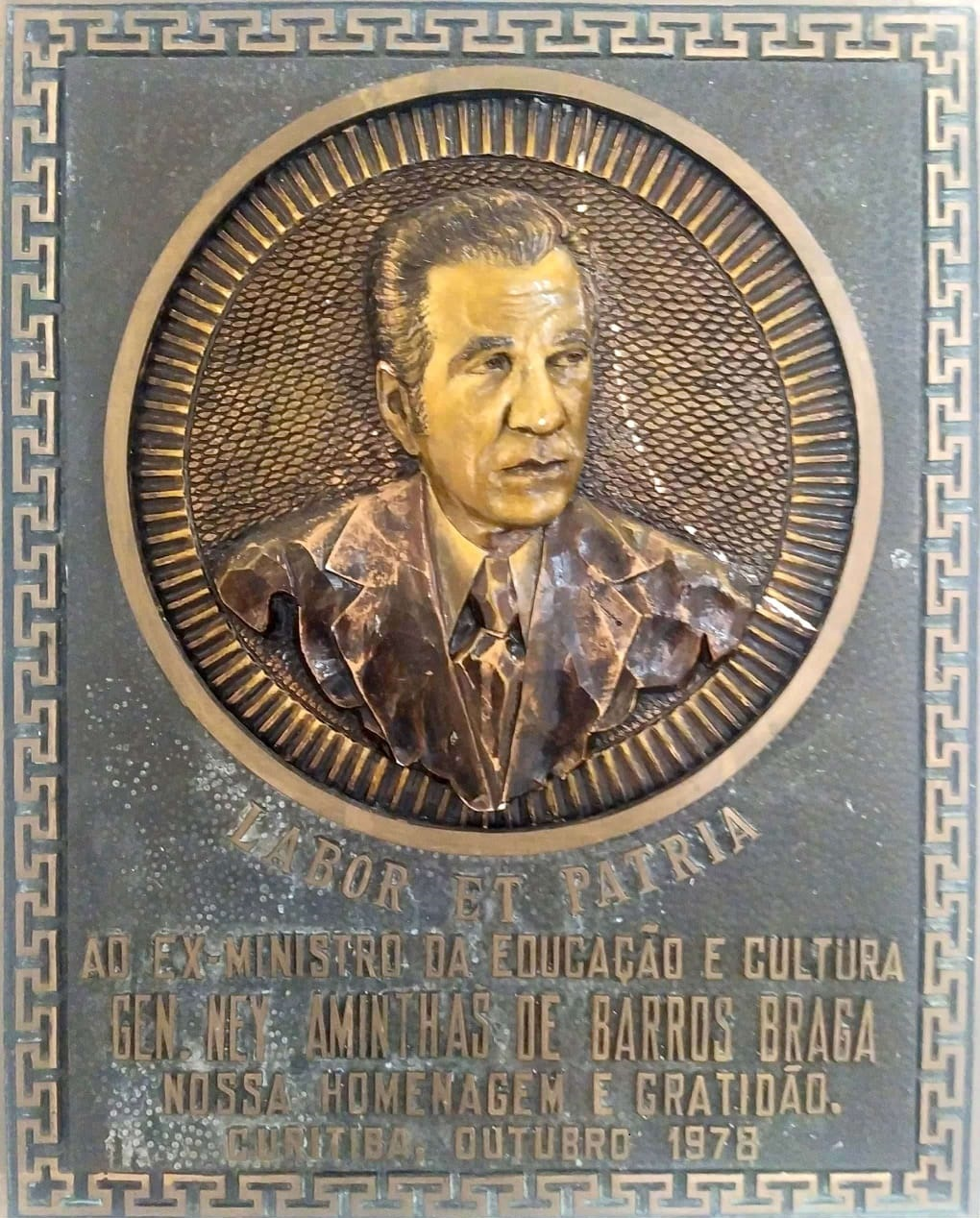
Busto de Ney Braga na UTFPR, obra de José Demeterco

Em 1964 cai o regime democrático no Brasil. As forças armadas assumem os destinos políticos do Brasil. Ney Braga, como poucos, pode conciliar sua formação militar ao seu carisma e talento político. Desde o início do regime militar ocupará postos chaves na nova estrutura de poder do Estado brasileiro trazendo amplos benefícios ao Estado. Será o escolhido para assumir o Ministério da Agricultura do presidente Humberto Castelo Branco e lá ficará de 19 de novembro de 1965 a 12 de agosto de 1966. Nesse período, assinou o regulamento da lei que institucionalizou o Crédito Rural e a lei que estabeleceu normas para a implantação da Reforma Agrária.
No ano seguinte (1967) foi eleito senador do Paraná pela ARENA (Aliança Renovadora Nacional). Esse é um período crítico na vida política brasileira. Em 1968, Ney faz parte de um grupo de senadores da ARENA que se manifesta publicamente contra o Ato Institucional n. 5 (AI-5). Mesmo sendo militar, Ney era convicto democrata, e, por sua oposição ao AI-5, foi inclusive ameaçado de cassação, permanecendo no ostracismo político durante o governo de Emílio Médici. Foi senador até 1974, quando assumiu o Ministério da Educação do Governo Ernesto Geisel, de 15 de março de 1974 a 30 de maio de 1978, tendo criado o Crédito Educativo, o Fundo de Assistência ao Atleta Profissional, o Conselho Nacional de Direitos Autorais, a Lei do Estágio, o Concine, a Funarte e diversos incentivos às artes e cultura brasileiras, com total reconhecimento do meio artístico nacional. Foi agraciado com o título de doutor honoris causa pela Universidade Federal de Pelotas em 1976. Ney Braga volta a ser governador do Estado do Paraná por eleições indiretas, de 1979 a 1982.

## Segundo Governo
Ney voltou ao governo do Paraná em 1979 para um novo período de operosa administração voltada para o aumento da renda per capita do paranaense e para o desenvolvimento social do Estado. Sua segunda gestão dedicou particular atenção à interiorização do apoio à produção, a melhorias do setor de transportes, a reativação do porto de Antonina, a definição do traçado da Ferrovia da Soja, a legalização de 46 mil propriedades rurais e a construção de 26 mil casas populares. Em seu segundo governo, também tiveram início o Programa de Ação Municipal (Pram), no qual a sociedade organizada e os poderes municipais decidiam quais investimentos de infra-estrutura urbana seriam financiados pelo programa, e o Projeto Integrado de Apoio ao Pequeno Produtor Rural(Pró-rural).
A criação da Secretaria da Cultura e do Esporte, da Secretaria do Desenvolvimento Urbano (primeira do Brasil), assim como do Programa do Voluntariado Paranaense (PROVOPAR) foram outros pontos altos de seu segundo governo.

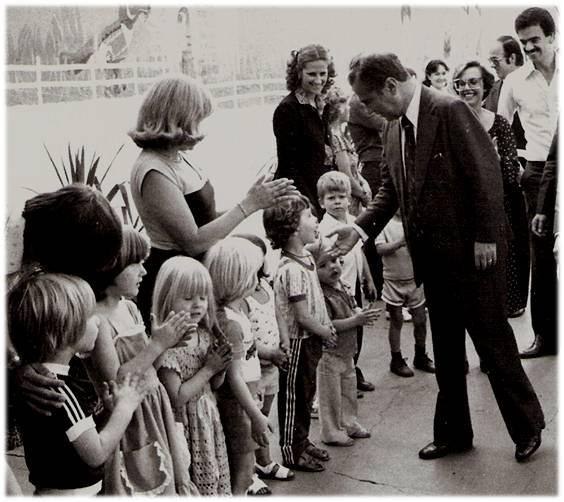
Ney Braga inaugurando creche em 1980.

Entre os espetáculos teatrais produzidos por sua administração, está “O Grande Circo Místico”, com trilha sonora composta por Chico Buarque e Edu Lobo para o Balé Teatro Guaíra. Preparada durante todo o ano de 1982, a produção estreou em março de 1983.
Nesse período, o Paraná também se destacou pelo seu programa de vacinação contra a poliomielite e pelos seus programas de saúde materno-infantil (mais especialmente o planejamento familiar, a prevenção do câncer ginecológico, a saúde escolar e o aleitamento materno) coordenados pela Dra. Zilda Arns a convite do então Secretário da Saúde Oscar Alves, que também organizara o Programa Estadual de Combate ao Fumo. E foi criado o Centro de Centro de Hematologia e Hemoterapia do Paraná (HEMEPAR).
Durante a segunda gestão Ney Braga, o governo do estado do Paraná lançou a campanha “Zequinha - O ICM das Crianças” com a intenção de aumentar a arrecadação de impostos. Postos autorizados distribuíam álbuns e figurinhas ao público em troca da primeira via de notas fiscais ao consumidor. Aqueles que completavam o  álbum recebiam um cupom numerado para concorrer a vários prêmios.
Ainda no segundo governo Ney Braga, a Copel idealizou um programa de eletrificação rural com custos razoavelmente baixos para os proprietários rurais. Batizado de Clic Rural, o programa foi financiado pelo Banco Mundial e implantado pelos governos que o sucederam. Foi conquistada para a Copel a concessão e iniciadas as atividades de projeto da então Usina de Segredo, hoje Usina Hidrelétrica Governador Ney Aminthas de Barros Braga. E, um ano e meio depois de iniciado o segundo governo Ney Braga, foi inaugurada e começou a operar a então denominada Usina Hidrelétrica de Foz do Areia.
Em abril de 1982, o Paraná conquistou o domínio de uso da Ilha do Mel através da Portaria nº160/82 e desde então, a administração da Ilha é responsabilidade do Governo do Estado.

## Candidatura ao Senado e presidência da Itaipu
Em 1982, Ney Braga tenta mais uma vez eleger-se senador. Seu vínculo com as forças armadas é a principal causa de não ter sido eleito. Ao se desincompatibilizar para concorrer ao senado, Ney passa o cargo de governador a seu vice-governador, José Hosken de Novaes. Ao contrário do que ocorre muito frequentemente na política, Hosken de Novaes apoiou os candidatos da situação sem favorecê-los com recursos públicos e entregou as contas do governo do estado perfeitamente em ordem, fato esse que é reconhecido publicamente por seus adversários políticos.

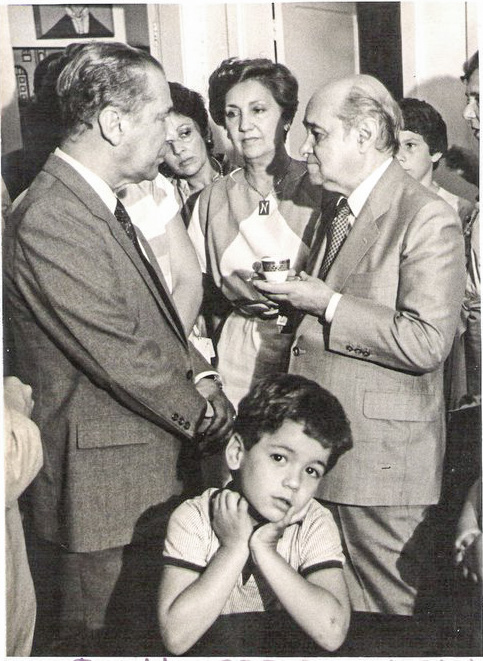
Governador Ney Braga e Presidente Tancredo Neves

Em 1984, Ney Braga apoiou a Emenda Dante de Oliveira, das Diretas Já, como então coordenador da campanha de Aureliano Chaves para a presidência. Segundo Ney, a aprovação da Dante de Oliveira era uma cartada decisiva para Aureliano, que não teria chance alguma pela via indireta. Naquele mesmo ano, ajuda a fundar junto com Aureliano a Frente Liberal, que depois se tornou o Partido da Frente Liberal, para apoiar Tancredo Neves para Presidente da República.
Em 1985, Tancredo Neves convida Ney Braga para assumir a presidência da Itaipu Binacional, maior usina hidrelétrica do mundo, onde ele encerra sua carreira política em 1990. Quando o ex-governador assumiu, Itaipu supria menos de 5,0% da energia que era consumida nas regiões Sul e Sudeste do Brasil. Quando saiu, a usina supria sózinha 28% de todo o consumo daquelas regiões. Além da criação do Ecomuseu, a gestão Ney Braga preocupou-se com a reprodução em cativeiro de aves e animais a fim de repovoar as matas com essas espécies. A margem brasileira do lago foi reflorestada para proteger suas águas e seus peixes da ação dos agrotóxicos das lavouras vizinhas assim como para proteger as lavouras da ação dos ventos e neblina do lago. Ney Braga também assinou o ato de constituição da Fundação Itaipu – BR de Previdência e Assistência Social (FIBRA), assegurando a qualidade de vida dos funcionários e de seus familiares assim como amparando-os ao final da sua carreira profissional.
Seu nome nunca esteve ligado a nenhum escândalo. Apesar de todo seu contato com o poder, encerrou sua carreira política residindo na mesma casa onde sempre morou em Curitiba, modestamente e sem fortuna.
Ney Braga não deixou sucessores políticos mas é considerado o principal formador de lideranças políticas no estado, dentre governadores, prefeitos, deputados, senadores e ministros da República. É comum ouvir a expressão "braguismo" para se referir a um grupo político e intelectual ligado ao modelo desenvolvimentista e cristão que se desenvolveu em torno de sua autêntica liderança. Seu maior legado foi a ética na política e a disposição para modernizar o estado do Paraná, tendo liderado um movimento de defesa dos interesses do estado do Paraná, conhecido como paranismo. Não há dúvidas que há um Paraná de antes e um Paraná após Ney Braga.

## Morte
Sua morte em 16 de outubro de 2000 ocorreu em consequência de um câncer ósseo. Pouco antes de morrer, Ney Braga condenou a venda da Copel.